# بوغارا
بلدية بوغارا (بالإسبانية: Bogarra) هي بلدية تقع في مقاطعة البسيط التابعة لمنطقة كاستيا لا مانتشا وسط إسبانيا.

## الديموغرافيا
بلغ عدد سكان بلدية بوغارا 1.009 نسمة عام 2011 (وفقاً للمعهد الوطني الإسباني للإحصاء).
| 1.448 | 1.347 | 1.235 | 1.121 | 1.056 | 1.021 | 1.009 |